# 杨嘉怡
杨嘉怡（2002年9月26日—），中国女子羽毛球运动员。

## 簡歷
2019年3月，杨嘉怡出戰北港羽毛球國際賽，分別與潘涵潇和燕宇航合作拿得女子雙打冠軍和混合雙打比賽亞軍。

## 主要比賽成績
只列出曾進入準決賽的國際賽事成績：
| 年份   | 賽事                 | 公開賽級別 | 項目     | 拍檔   | 成績   |
| ------ | -------------------- | ---------- | -------- | ------ | ------ |
| 2019年 | 北港羽毛球國際賽     | 未來系列賽 | 女子雙打 | 潘涵潇 | 冠軍   |
| 2019年 | 北港羽毛球國際賽     | 未來系列賽 | 混合雙打 | 燕宇航 | 亞軍   |
| 2019年 | 懷卡托羽毛球國際賽   | 國際系列賽 | 女子雙打 | 潘涵潇 | 亞軍   |
| 2023年 | 中國瑞昌羽毛球大師賽 | 超級100賽  | 混合雙打 | 章涵宇 | 準決賽 |
| 2023年 | 越南羽毛球國際系列賽 | 國際系列賽 | 混合雙打 | 周志宏 | 冠軍   |
| 2023年 | 巴林羽毛球國際系列賽 | 國際系列賽 | 混合雙打 | 周志宏 | 亞軍   |
| 2023年 | 巴林羽毛球國際挑戰賽 | 國際挑戰賽 | 混合雙打 | 周志宏 | 冠軍   |
| 2024年 | 中國瑞昌羽毛球大師賽 | 超級100賽  | 混合雙打 | 周志宏 | 冠軍   |
| 2024年 | 西德·莫迪羽球國際賽  | 超級300賽  | 混合雙打 | 周志宏 | 準決賽 |

| 2018-2026年 | 總決賽 | 超級1000賽 | 超級750賽 | 超級500賽 | 超級300賽 | 超級100賽 | 國際挑戰賽 | 國際系列賽 | 未來系列賽 | 其他 |